# Понтелатраве (Мачерата)
Понтелатраве (итал. Pontelatrave) насеље је у Италији у округу Мачерата, региону Марке.
Према процени из 2011. у насељу је живело 27 становника. Насеље се налази на надморској висини од 413 м.